# Пралунго
Пралунго (итал. Pralungo) — коммуна в Италии, располагается в регионе Пьемонт, в провинции Бьелла.
Население составляет 2781 человек (2008 г.), плотность населения составляет 397 чел./км². Занимает площадь 7 км². Почтовый индекс — 13899. Телефонный код — 015.
В коммуне 15 августа особо празднуется Успение Пресвятой Богородицы.

## Демография
Динамика населения:

## Администрация коммуны
- Официальный сайт: http://www.comunedipralungo.it/ Архивная копия от 14 сентября 2009 на Wayback Machine